# 中铁二院工程集团
中铁二院工程集团有限责任公司，簡稱中铁二院，前身為铁道部第二勘测设计院，注册地位于成都，隶属于中国铁路工程集团的上市公司中國中鐵。业务性质为勘察、设计、监理咨询。2017年，公司总资产75.57亿元，净资产32.71亿元，净利润6.92亿元。